# Ithaa

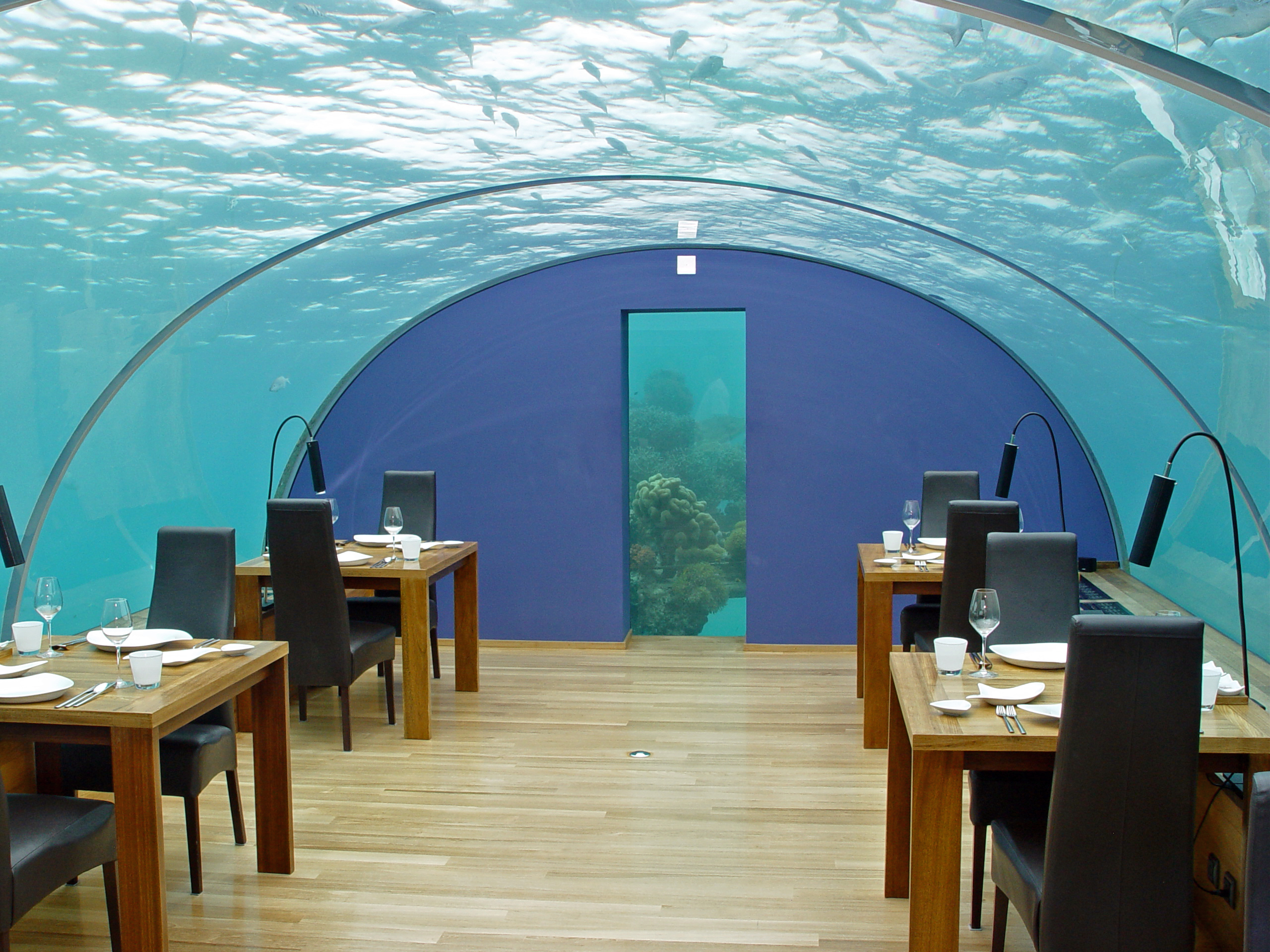
Interior del restaurante Ithaa.

Ithaa, que significa perla en Dhivehi, es un restaurante submarino recubierto de cristal acrílico situado 5 metros bajo el nivel del mar en el Hilton Maldives Resort & Spa en Rangalifinolhu, Maldivas. El restaurante mide 5 metros de ancho por 9 de largo.
La entrada a Ithaa está formada por una escalera espiral. El tsunami que siguió al Terremoto del Océano Índico de 2004 llegó hasta 0,3 metros por debajo de la entrada a la escalera, por lo que no se produjo ningún daño al restaurante.